# NHK BS8K
NHK BS8K là kênh truyền hình thuộc sở hữu của đài NHK. Phát sóng chính thức vào ngày 1 tháng 12 năm 2018, đây là kênh truyền hình đầu tiên trên thế giới phát sóng ở độ phân giải 8K.

## Lịch sử
Phòng thí nghiệm Nghiên cứu Khoa học & Công nghệ của NHK đã bắt đầu phát triển độ phân giải phát sóng 8K vào năm 1995. Định dạng này lần đầu tiên được công khai tại Expo 2005 ở tỉnh Aichi, Nhật Bản. Phát sóng trực tiếp 8K đầu tiên đã được thử nghiệm tại Thế vận hội Mùa hè 2012 tại Luân Đôn. Do kế hoạch đã thử nghiệm thành công, kênh truyền hình phát sóng độ phân giải 8K đã được đài NHK phê duyệt.
Vào ngày 1 tháng 8 năm 2016, NHK bắt đầu thử nghiệm kênh trên BS17, việc phát sóng thử nghiệm đã kết thúc vào ngày 23 tháng 7 năm 2018.